# Tricio
Tricio tỉnh và cộng đồng tự trị La Rioja, phía bắc Tây Ban Nha. Đô thị này có diện tích là 6,35 ki-lô-mét vuông, dân số năm 2009 là 402 người với mật độ 63,31 người/km². Đô thị này có cự ly 2 km so với Logroño.